# Tetraodon sabahensis
Tetraodon sabahensis är en fiskart som beskrevs av Dekkers 1975. Tetraodon sabahensis ingår i släktet Tetraodon och familjen blåsfiskar. Inga underarter finns listade i Catalogue of Life.